# Cavo Benedettino
Il cavo Benedettino è un canale di derivazione di 30 km, che collega il fiume Reno con il letto dell'antico Po di Primaro, nella regione Emilia-Romagna. 
È difficile parlare separatamente del Cavo Benedettino, del Reno e del Po di Primaro, in quanto i rispettivi bacini idrografici sono strettamente correlati.

## Idrografia

### Il cavo Benedettino
È un canale artificiale di collegamento tra Reno e Po di Primaro. Inizia nel territorio di Sant'Agostino presso il bosco della Panfilia e termina nella località di Saiarino nei pressi di Argenta, in provincia di Ferrara. Fu scavato nel XVIII secolo, sotto il pontificato di Benedetto XIV (il bolognese Prospero Lambertini, 1740-1758), da cui prende il nome. L'infrastruttura, della lunghezza di circa 30 km, svolge, oltre ai fini della navigazione, un'importante funzione idraulica, in quanto è in grado di laminare parte della portata del fiume Reno verso il Po. La costruzione di questa importante opera ha profondamente modificato la morfologia della parte della pianura padana a sud del corso principale del fiume Po.
Dipartendosi alla Panfilia dall'antico corso del Reno piega bruscamente verso sud-est e mantiene questa direzione passando tra Galliera e Poggio Renatico. Dopo aver superato Malalbergo, a Passo Segni gli si affianca, sulla riva destra, il Canale della Botte. Presso Gandazzolo (Baricella) riceve le acque del Canale di Savena. Continuando il suo percorso divide i centri di Santa Maria Codifiume (lato ferrarese) da San Pietro Capofiume (lato bolognese) e Molinella da Traghetto, contenuto in un'imponente arginatura. Prosegue infine verso est e si immette nell'antico alveo del Primaro presso Argenta.

### Il Po di Primaro
Il Po morto di Primaro è stato un ramo deltizio del fiume Po. Nasceva a Ferrara, poi costeggiava a sud le Valli di Comacchio e si immetteva nel mare Adriatico con un ampio estuario. Il suo corso d'acqua ha subito numerose modificazioni durante la sua storia. Fino all'epoca altomedievale fu il ramo principale del Po. Nel 1592 gli Este lo chiusero per conservare navigabile, con le acque del Reno, il ramo di Volano. Nel XVIII secolo gli ultimi 40 km del suo letto furono utilizzati per farvi confluire il fiume Reno, che non aveva uno sbocco al mare (spagliava nella Valle Padusa).
Su alcune mappe e citazioni la parte del fiume Reno da Argenta alla foce è ancora denominata "Po di Primaro".

### Il Reno
Da Argenta fino al mare il Reno, il cui corso è stato in più punti modificato e collegato ad altri corsi d'acqua per garantire una "stabilità" idraulica, scorre nel letto dell'antico Po di Primaro.
In tempi recenti, il suo corso terminale fu deviato, nelle vicinanze di Sant'Alberto di Ravenna (non lontano dello sbarramento di Volta Scirocco), verso nord, per favorire la bonifica delle valli poste a nord di Ravenna.